# 삼성생명보험

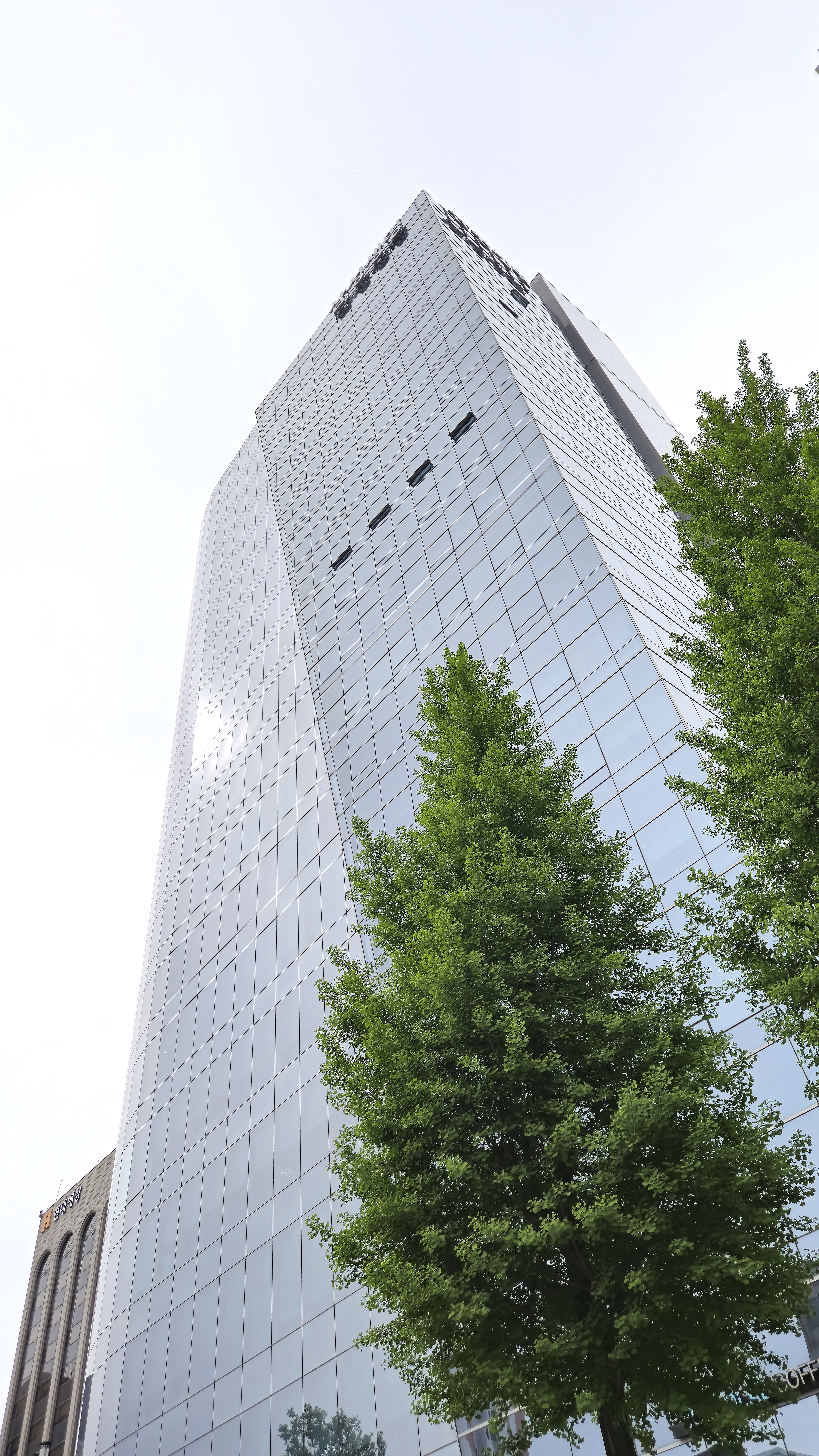
인천지점 (인천광역시 남동구 인주대로 611)

삼성생명보험 주식회사(영어: Samsung Life Insurance Co., Ltd., 三星生命保險; 한국: 032830)은 삼성그룹의 계열사로 1957년 동방생명으로 사업을 시작했다. 본사는 서울특별시 서초구 서초대로74길 11 (서초동)에 있다.

## 연혁
- 1957년 동방생명보험 설립
- 1963년 삼성그룹 편입
- 1982년 공익재단 설립
- 1983년 레슬링단 창단
- 1986년 동경, 뉴욕 주재사무소 개소
- 1989년 사명을 동방생명보험에서 삼성생명보험으로 변경
- 1994년 삼성서울병원 개원
- 1995년 북경 주재사무소 개소
- 1997년 태국 합작 생명보험사(사이암 삼성) 설립
- 1999년 휴먼센터 개원
- 2001년 실버타운 노블 카운티 개원
- 2005년 중국 합작사 개업
- 2007년 창립 50주년 기념식 개최
- 2008년 모바일 영업시스템 론칭
- 2010년 증권거래소 상장
- 2011년 "사람, 사랑" 브랜드 론칭, 보험금융연구소/은퇴연구소 개소
- 2012년 업의개념 및 비전 선포, 삼성패밀리오피스 개소
- 2013년 포춘 선정 글로벌 500대 기업 선정
- 2016년 서울특별시 서초구 서초동으로 본점 이전

## 마케팅
2022년 현재 삼성생명 공식 캐릭터는 새롭게 리뉴얼 된 '비추미'의 '해리, 별리, 달리'이며 고객의 인생을 빛으로 비춰주는 삼성생명을 상징한다.
*삼성생명 공식 캐릭터는 2000년 '비추미', 2012년 '사랑이형제'가 운영 되었으며 2022년 현재는 리뉴얼 된 '비추미'를 사용 중이다.

## 사진

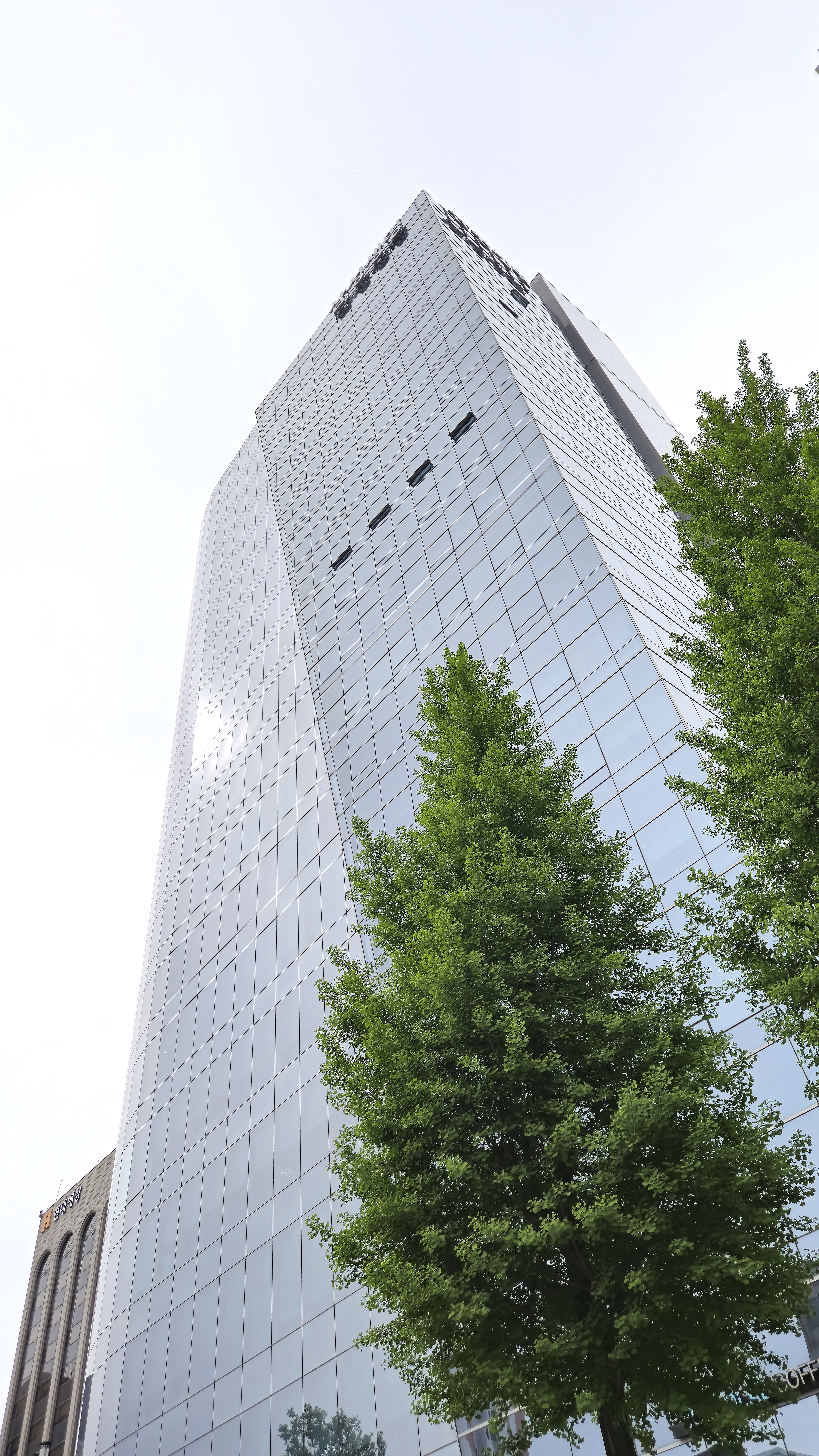
인천지점(인주대로 611)
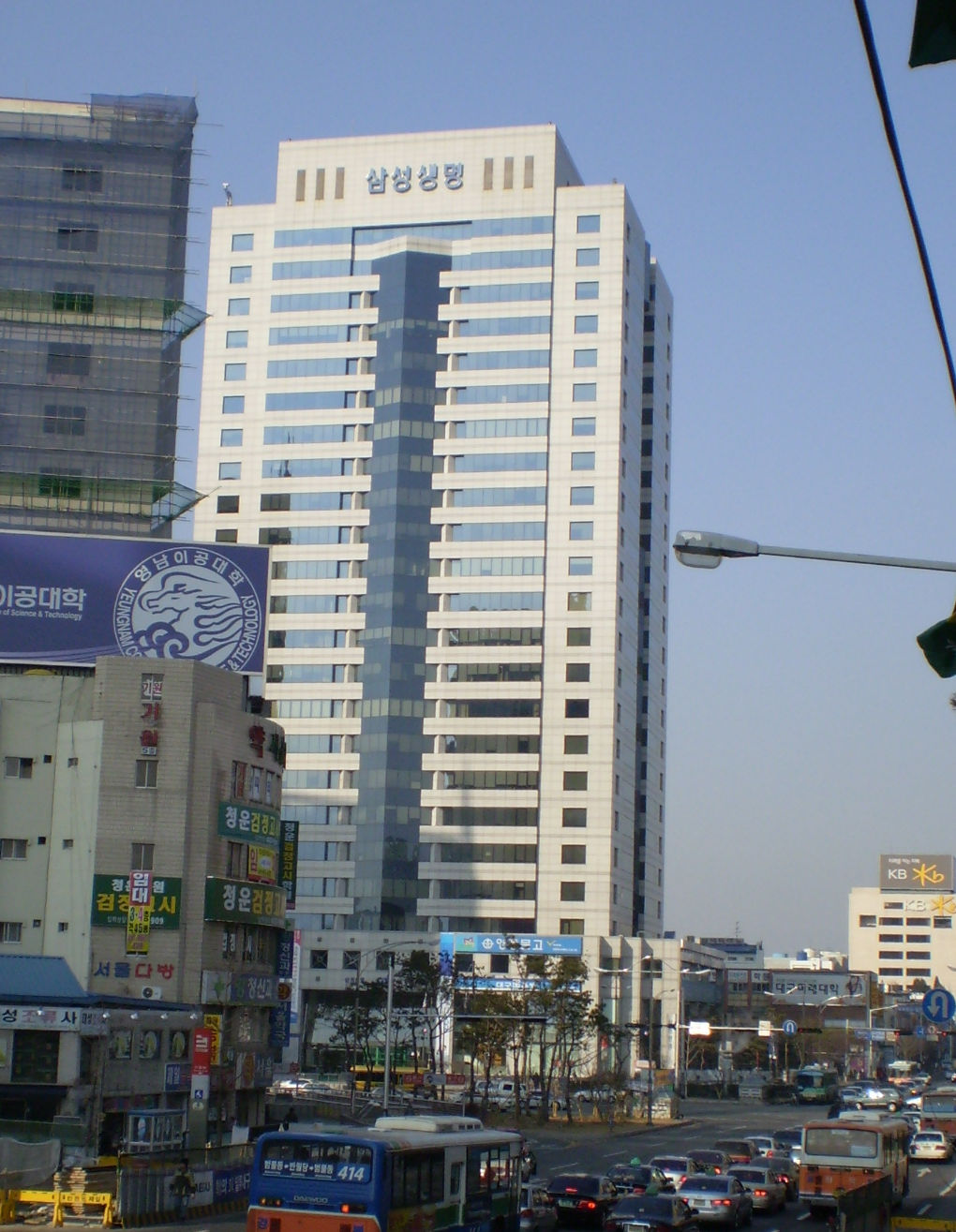
대구지점
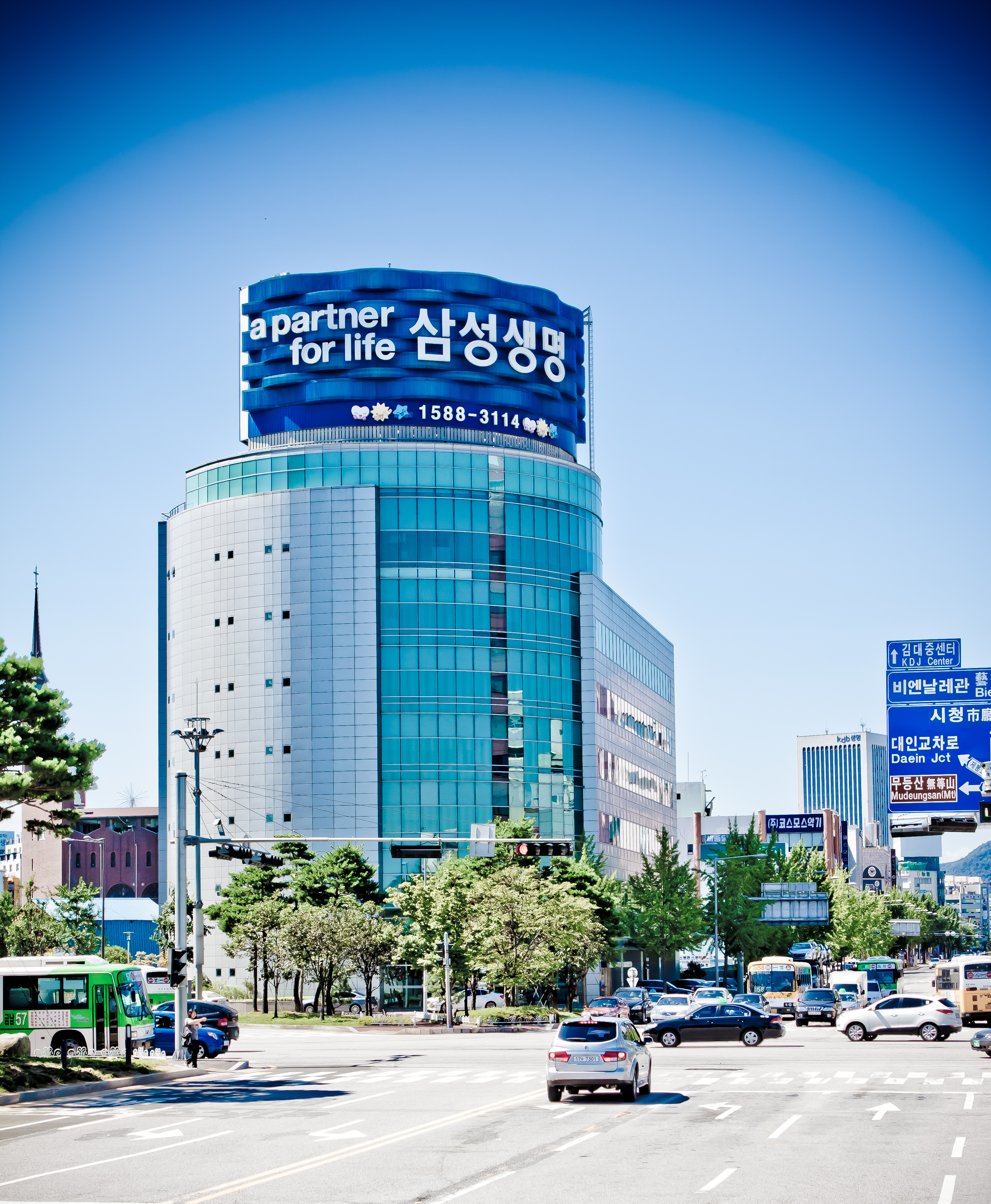
광주지점

## 스포츠
- 삼성생명 레슬링단
- 삼성생명 탁구단
- 용인 삼성생명 블루밍스

## 같이 보기
- 생명보험협회